# Солон Спрингс (Висконсин)
Солон Спрингс (енгл. Solon Springs) град је у америчкој савезној држави Висконсин.

## Демографија
По попису из 2010. године број становника је 600, што је 24 (4,2%) становника више него 2000. године.
| Група             | 2000.       | 2010.       |
| Белци             | 543 (94,3%) | 585 (97,5%) |
| Афроамериканци    | 4 (0,7%)    | 1 (0,2%)    |
| Азијати           | 8 (1,4%)    | 0 (0,0%)    |
| Хиспаноамериканци | 3 (0,5%)    | 4 (0,7%)    |
| Укупно            | 576         | 600         |